# Франция, песня
«Фра́нция, пе́сня» — советский полнометражный документальный фильм 1969 года о французских шансонье, снятый Юрием Альдохиным при участии Союза советских обществ дружбы и культурной связи с зарубежными странами.

## Содержание
Здания, мосты и набережные Парижа вдоль Сены. Улочки города, где родилась и выросла Эдит Пиаф. Разнообразные фото певицы при жизни, фото с её похорон. Тысячи людей пришли проводить её в последний путь. Фрагмент последнего концерта Пиаф, песня Non, je ne regrette rien.
Вечерние огни на Елисейских полях, у мюзик-холла «Олимпия» в 9-м округе. Публика собирается перед концертом. В фойе галерея портретов выступавших здесь людей. На одном из них Жорж Брассенс. За кулисами наигрывает на гитаре Ж. Брассенс, закуривает трубку. Уже пора — с небольшой группой музыкантов поднимается на сцену. Фрагмент выступления.
Сидя с трубкой, Брассенс рассказывает как в начале 1950 годов началась его карьера исполнителя, когда он принёс свои песни в артистическое кафе на Монмартре и показал Паташу. Рассказ о себе и своей семье в домашней обстановке, как в семнадцать лет уехал в Париж и как всему тогда помешала начавшаяся Вторая мировая война. Фрагмент концерта Брассенса — Le petit joueur de flûteau / «Маленький флейтист».
«Голубой бар» на бульваре Маргариты де Рошшуар в 18-м округе, вывеска у входа: «Подождите входить, пока не кончится песня» — здесь, 80 лет назад, тогда кафе «Мирлитон», выступал Аристид Брюан, исполнитель жанровых песен в «монмартрском» стиле. Рисунки с изображением А. Брюана и его окружения, в их числе работы Тулуз-Лотрека.
Зарисовка голых крон деревьев, крыш и труб Парижа, изготовление ткани на старинном станке, уличные сцены. Звучит цитата из французского поэта и сочинителя песен Пьера-Жана де Беранже:
Наш народ хочет, чтобы о его горе и надеждах ему говорили просто и строго, он знаком с языком бессмертной «Марсельезы» и не забыл её. Почему наши молодые поэты с пренебрежением смотрят на песню? Их слова, быть может, утратили бы помпезность, а стиль приобрёл сжатость и драматизм, и оказался бы доступным народному сознанию. И если поэзия и есть где-то в мире, то искать её нужно среди народа.(приводится со слуха по экрану)
Уличная афиша с портретом Сальваторе Адамо. В луче софита С. Адамо исполняет Les Gratte-Ciel / «Небоскрёбы». Поприветствовав группы поклонников на улице, Адамо оказывается в репетиционном зале с музыкантами — закадрово звучит синхронный перевод рассказа двадцатипятилетнего артиста об учёбе в университете и долгом стремлении к успеху с традиционным пением, «против течения».
Звучит ещё одна песня Адамо, — а на улице, поверх его устаревшей афиши рабочий клеит новую, с лицом Сержа Реджани.
Автограф-сессия С. Реджани в «Бобино». Программки, фотографии. Подвижное лицо Реджани, его печальные глаза. В закадровом интервью размышления драматического актёра, решившегося выйти на концертную эстраду вопреки негодованию и пренебрежению коллег по театральному цеху. И о приходе в его театр совсем новой публики, поверившей артисту за время его музыкального выступления.
Со сцены «Бобино» Реджани исполняет песню о ребёнке в саду, когда внезапно прилетел самолёт.
В зале при неярком свете в компании музыкантов репетирует Жан Ферра, шансонье с активной гражданской позицией, он же автор политической песни «Ночь и туман» — в ответ на события Второй мировой войны, когда директивой Гитлера с оккупированных Германией территорий угоняли на каторгу тысячи антинацистски настроенных жителей. О том, что послужило толчком к её написанию, Ж. Ферра делится в закадровом интервью, приводя наивный вопрос родившейся после войны девочки-подростка о бетонированных дотах на берегу Атлантики в Бретани.
Неужели она не знает что произошло? Что была война вот здесь, где мы теперь мирно обедаем? <…> Она не знала ничего о звериной идеологии, которая привела к нацизму, фашизму, развязавшему войну и добравшемуся до маленького пляжа в Бретани. И я сказал себе: вот тема. Нельзя допустить, чтобы молодёжь не знала до чего может дойти человек, который становится добычей такой идеологии.(приводится со слуха по экрану)
Контрапунктом к звучащей песне Ферра танцующая и катающаяся в парке аттракционов молодёжь, фрагменты памятника и мемориала жертвам концлагерей.
В 1943 году, когда Движение Сопротивления во Франции разрослось, когда оно усилило свою активность, появилась необходимость в песне, своего рода гимне, в котором выразилась бы воля народа к борьбе.
Морис Дрюон, один из авторов текста «Песни партизан» времён  Движения Сопротивления, рассказывает о влиянии доходившей тогда до Франции музыки и поэзии Советского Союза. Напевает песенный мотив «Бьётся в тесной печурке огонь…». И как они вдвоём с Жозефом Кесселем в апреле 1943 года сочинили песенный текст на маршевую мелодию Анны Марли, и как уже потом узнали, что песню исполняли перед расстрелом, свистели как пароль, что она стала всеобщим гимном Французского Сопротивления.
Блок из кинохроники времён немецкой оккупации сопровождает «Песню партизан» в исполнении Анны Марли.
Панорама с воздуха вдоль широкой улицы Парижа возвращает в современность. В городе идёт дождь. Работают дворники на лобовом стекле автомобиля. Большинство прохожих под зонтами. Почти безлюдные уличные кафе, их посетители теперь внутри. Звучит песня, её автор Франсис Лемарк у парапета набережной канала Сен-Мартен, в месте где он вырос. Будничная жизнь вдоль берегов канала, его мостов и шлюзов, туристический катер и грузовая баржа.
В оживлённом кафе в квартале Сен-Жермен-де-Пре появляется Жюльетт Греко и её спутник, и вот за их столиком уже небольшая компания. Звучит закадровый рассказ Ж. Греко о начале артистической карьеры после освобождения Парижа, как раз в одном из таких кафе. Ж. Греко исполняет Il n'y a plus d’après / «Нет больше слова „пото́м“» — поток воспоминаний, связанных с Сен-Жермен-де-Пре. Узкие улочки квартала зимой, колокольня аббатства Сен-Жермен-де-Пре, фонари, гаргулья на одном из домов, продуктовые лавки, скверы, чайки над парапетом набережной Сены.
За гримёрным столиком готовится к участию в театральном спектакле Жак Брель. Его закадровый рассказ об уходе в театр и кино, о самом начале в парижском кабаре «Лестница Якоба». Фрагменты выступлений шансонье на эстраде, творческой встречи со зрителями. Актёр в уже законченном гриме, звучит песня Ж. Бреля Jef / «Жеф».
Мирей Матьё за кулисами перед началом выступления. Вот певица уже перед микрофоном на сцене. Парижские просторы — площади, улицы, набережные. Достопримечательности города в вечернем освещении.

## Съёмочная группа
- Авторы сценария: Артём Гальперин, Маргарита Фирюбина
- Режиссёр и оператор: Юрий Альдохин
- Звукооператоры: Эдвард Шахназарян, Лариса Шутова
- Перевод текста песен: Михаил Кудинов
- Закадровый голос: Алексей Консовский[комм. 2]
- Монтажёр: Н. Сапегина
- Редактор: Нина Каспэ
- Директор картины: К. Пеккер

## История создания
Лента создавалась во Втором творческом объединении «Радуга» студии «Центрнаучфильм» на основе съёмок Ю. Альдохина во Франции в 1967 году, организованных при содействии Союза советских обществ дружбы и культурной связи с зарубежными странами. Оригинальные авторские съёмки дополнены архивными кино- и фотоматериалами последнего концерта Эдит Пиаф и её похорон в Париже в октябре 1963 года.
Также используются архивные кадры военной хроники времён оккупации Франции.
В заключительных титрах авторы благодарят за помощь в создании фильма общества «Франция — СССР» и «СССР — Франция», персонал театров «Олимпия» и «Бобино», а также Бруно Кокатрикса, Феликса Витри, Надежду Леже, Жерара Мейсу и Андре Томазо.

## Публикации в прессе
В «Искусстве кино» в материале, посвящённом работам Ю. Альдохина, автор Б. Львов-Анохин, говоря о «Франция, песня», выделяет неистребимое жизнелюбие французских певцов, выходящих на эстраду, каждому из которых посвящена маленькая психологическая новелла, и остающиеся в памяти образы их песен — свидетельства любви и верности своему городу, своему народу.

… режиссёр как бы допытывается сам и заставляет задуматься нас о том, почему, зачем и о чём поёт человек.<…>
Слова певцов, рассказывающих о своей жизни, и их песни, картины Парижа, лица слушателей, музыка, дикторский текст, так называемый «изобразительный ряд» — всё это образует некое целое, единый образ — Франция и её песни, Париж и его голоса. В этой цельности, в поэтической естественности кинорассказа секрет обаяния фильма.
— Борис Львов-Анохин, «Искусство кино» № 11 1971

## Реакции современников
Живший поблизости от кинотеатра «Наука и знание» на Арбате, где демонстрировали ленту, Александр Колчинский в автобиографическом документальном романе «Москва, г. р. 1952» делится юношескими впечатлениями от увиденного: «Там показывали моих тогдашних кумиров — Бреля, Адамо, Брассенса. Фотографии этих, да и других западных звёзд, тогда достать было трудно, и оттого их живое изображение волновало особенно».

Я помню, каким шоком для всех любителей музыки был выход на экран в конце 1960-х годов советского фильма «Франция — песня». Шоком — потому что в этом документальном фильме было показано выступление Сальваторе Адамо, певшего «Les Gratte-Ciel» («Небоскрёбы») — не то рок, не то ритм’н’блюз. «Как? Оказывается, французы и это могут петь!» — думали мы.
— Георгий Мосешвили, «Избранное» 2014
Помимо музыкальной составляющей, откровением для многих стали увиденные приметы «тамошней» жизни, в частности французский багет: «В документальном фильме „Франция, песня“ парижский гарсон нёс подмышкой Х-образную их пару сквозь серую метель. Вот бы, думал маленький Бабушкин, попробовать…» (из романа Сергея Юрьенена «На крыльях Мулен Руж», написанного от лица русского героя, оказавшегося в Европе).

## Комментарии
1. ↑  Трагедия коснулась и семьи Ж. Ферра — жертвой операции «Ночь и туман» стал его отец[1] Менаше Тененбаум, погибший в Освенциме в октябре 1942 года[2].
2. ↑  Монологи от лица Ж. Брассенса, С. Адамо, С. Реджани, Ж. Ферра, Ж. Греко озвучивают разные актёры с близкими им по тембру голосами[1].